# Hănăseni, Cantemir
Hănăseni este un sat din cadrul comunei Pleșeni din raionul Cantemir, Republica Moldova.

## Demografie

### Structura etnică
Structura etnică a localității conform recensământului populației din 2004:
| Grup etnic                                               | Populație | % Procentaj  |
| -------------------------------------------------------- | --------- | ------------ |
| Băștinași declarați Moldoveni Băștinași declarați Români | 1590 2    | 98,70% 0,12% |
| Bulgari                                                  | 14        | 0,87%        |
| Ruși                                                     | 3         | 0,19%        |
| Ucraineni                                                | 1         | 0,06%        |
| Găgăuzi                                                  | 1         | 0,06%        |
| Total                                                    | 1611      |              |